# E. Hoffmann Price

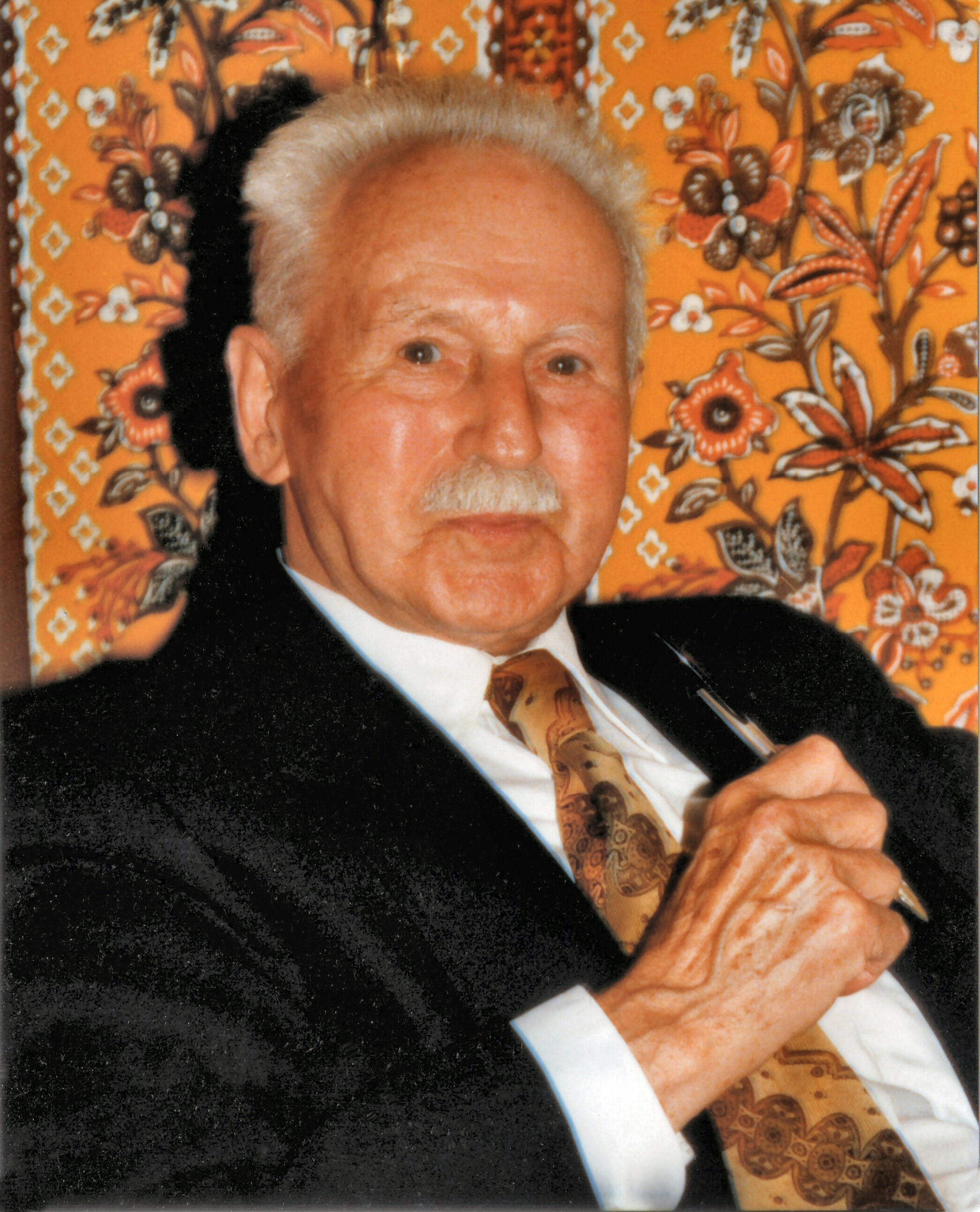
E. Hoffmann Price, 1980

Edgar Hoffmann Trooper Price (* 3. Juli 1898 in Fowler, Kalifornien; † 18. Juni 1988 in Redwood City, Kalifornien) war ein US-amerikanischer Schriftsteller für Pulp Magazine unter anderem in den Genres Fantasy und Science-Fiction. Er arbeitete mit H. P. Lovecraft an Through the Gates of the Silver Key zusammen.

## Biografie
Ursprünglich beabsichtigte Price, Berufssoldat zu werden, und absolvierte die United States Military Academy in West Point. Er diente in der American Expeditionary Force im Ersten Weltkrieg und beim amerikanischen Militär in Mexiko und auf den Philippinen.
Er war ein Meister-Fechter und -Boxer, ein Amateur Orientalist, und ein Student der arabischen Sprache. Der Science-Fiction-Autor Jack Williamson bezeichnete E. Hoffmann Price in seiner Autobiografie Wonder’s Child von 1984 als „echten lebenden Glücksritter“.
In seiner literarischen Karriere produzierte Hoffmann Price Belletristik für eine breite Palette von Veröffentlichungen, von Argosy zu Terror Tales, von Speed Detective zu Spicy Mystery Stories. Dennoch wurde er am ehesten als ein Weird Tales-Schriftsteller gesehen, einer der Gruppen, die regelmäßig für den Herausgeber Farnsworth Wright schrieb. Eine Gruppe, zu der auch Lovecraft, Robert E. Howard, und Clark Ashton Smith zugerechnet wurden. Price veröffentlichte zwischen 1925 und 1950 24 eigene Geschichten in Weird Tales sowie drei in Zusammenarbeit mit Otis Adelbert Kline und seine Arbeiten mit Lovecraft, wie oben erwähnt.
Sein erster Verkauf war an Droll Stories im Jahr 1924, gefolgt von der ersten von Dutzenden von Annahmen durch Weird Tales, The Rajah’s Gift (Januar 1925).

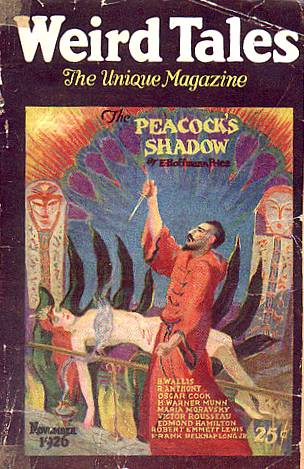
Price The Peacock's Shadow war die Coverstory der Weird Tales Novemberausgabe von 1926

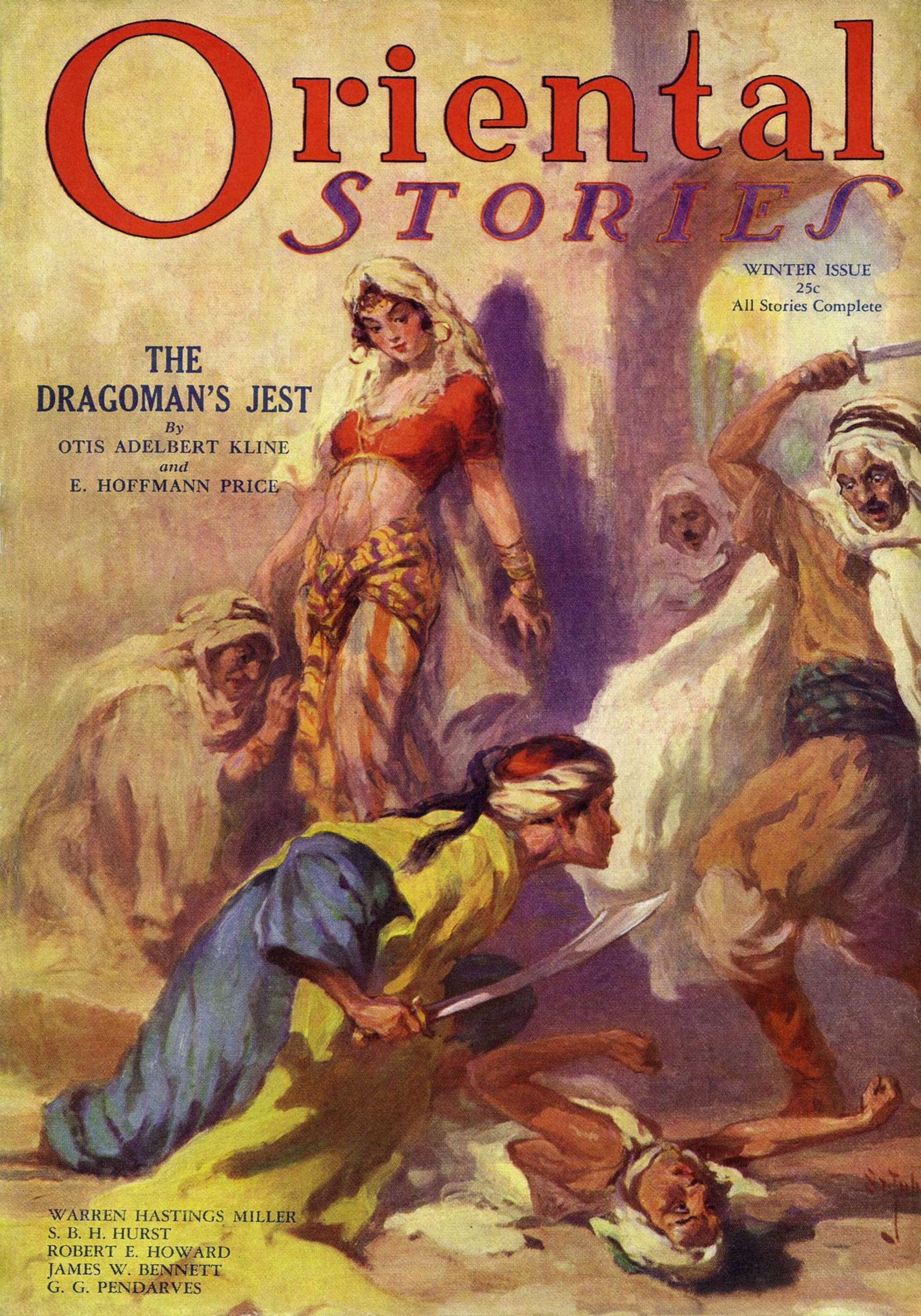
The Dragoman's Jest, eine Zusammenarbeit mit Otis Adelbert Kline, war die Coverstory der Winterausgabe von Oriental Stories aus dem Jahr 1932

Einige von Prices Geschichten erregten Kontroversen. The Stranger from Kurdistan (1925), eine Geschichte, die einen Dialog zwischen Christus und Satan beinhaltete, wurde von einigen Lesern als blasphemisch kritisiert, erwies sich jedoch bei Lesern von Weird Tales als beliebt. The Infidel's Daughter (1927), eine Satire auf den Ku-Klux-Klan, verärgerte einige Leser aus dem Süden, aber Wright verteidigte die Geschichte.
Price arbeitete in einer Reihe populärer Genres – einschließlich Science-Fiction, Horror, Kriminalliteratur und Fantasy –, aber er war am bekanntesten für Abenteuergeschichten mit orientalischem Hintergrund und orientalischer Atmosphäre. Price trug auch zu Farnsworth Wrights kurzlebigem Magazin Oriental Stories (1930–34) bei, zusammen mit Kline, Howard, Smith und anderen Stammautoren von Weird Tales.
Wie viele andere Pulp-Fiction-Autoren konnte Price sich und seine Familie nicht von seinem Einkommen aus der Literatur ernähren. Er lebte in den 1930er Jahren in New Orleans und arbeitete einige Zeit für Union Carbide. Dennoch schaffte er es, weit zu reisen und Freundschaften mit vielen anderen Pulp-Autoren zu pflegen, einschließlich Kline und Edmond Hamilton. Auf einer Reise nach Texas Mitte der 1930er Jahre war Price der einzige Pulp-Schriftsteller, der Robert E. Howard von Angesicht zu Angesicht begegnete. Er war auch der Einzige, von dem bekannt ist, dass er Howard, H.P. Lovecraft und Clark Ashton Smith (das große „Triumvirat“ von Weird Tales-Schreibern) persönlich traf. Spät im Leben erlebte Price ein bedeutendes literarisches Wiederaufleben. In den 1970er und 1980er Jahren gab er eine Reihe von SF-, Fantasy- und Abenteuerromanen heraus, die als Taschenbuch veröffentlicht wurden. Die The Devil Wives of Li Fong (1979) ist ein bemerkenswertes Beispiel. Er veröffentlichte auch zu Lebzeiten zwei Sammlungen seiner Pulp-Geschichten: Strange Gateways und Far Lands, Other Days.
Price war 1981 einer der ersten Sprecher der Maltese Falcon Society in San Francisco.
1984 erhielt er den World Fantasy Award für sein Lebenswerk. Bereits 1978 erhielt er den First Fandom Hall of Fame Award. Eine Sammlung seiner literarischen Memoiren, Book of the Dead: Friends of Yesteryear, Fictioneers & Others, wurde postum im Jahr 2001 veröffentlicht. Price war Buddhist und Unterstützer der Republikanischen Partei.
E. Hoffmann Price starb 1988 in Redwood City, Kalifornien.

## Price und H.P. Lovecraft
Als Lovecraft im Juni 1932 New Orleans besuchte, telegrafierte Howard Price ihm, um ihn auf die Anwesenheit des Besuchers aufmerksam zu machen, und die beiden Autoren verbrachten einen Großteil der folgenden Woche zusammen. Ein widerlegter Mythos besagt, dass Price Lovecraft in ein Bordell in New Orleans mitnahm, wo Lovecraft amüsiert feststellte, dass einige der dort beschäftigten Mitarbeiter Fans seiner Arbeit waren.
Das Treffen von Price und Lovecraft begann einen Briefwechsel, der bis zu Lovecrafts Tod andauerte. Sie schlugen sogar einmal vor, ein Schreibteam zu gründen, dessen Output nach Lovecrafts skurriler Vorhersage „konservativ geschätzt eine Million Wörter pro Monat umfassen würde“. Sie planten, das Pseudonym „Etienne Marmaduke de Marigny“ für ihre Zusammenarbeit zu verwenden; Ein ähnlicher Name wurde für eine Figur in Through the Gates of the Silver Key (dt.: Durch die Tore des silbernen Schlüssels/Silberschlüssels) verwendet. Eine weitere Zusammenarbeit war die Kurzgeschichte Tarbis of the Lake.
Diese Geschichte hatte ihren Ursprung in der Begeisterung von Price für eine frühere Lovecraft-Geschichte. „Eine meiner Lieblingsgeschichten über HPL war und ist The Silver Key“, schrieb Price in einem Memoiren von 1944. „Als ich ihm von dem Vergnügen erzählte, das ich beim erneuten Lesen hatte, schlug ich eine Fortsetzung vor, um Randolph Carters Taten nach seinem Verschwinden zu erklären.“ Nachdem er einen scheinbar widerstrebenden Lovecraft zur Mitarbeit an einer solchen Fortsetzung überredet hatte, verfasste Price im August 1932 einen Entwurf mit 6.000 Wörtern. Im April 1933 fasste Lovecraft eine Version mit 14.000 Wörtern ab, die nach Prices Schätzung so gut wie unverändert blieb: „Weniger als fünfzig meiner ursprünglichen Wörter“, obwohl An H. P. Lovecraft Encyclopedia berichtet, dass Lovecraft „so viele Konzepte von Price wie möglich, sowie einiges seiner Schriftsprache, beibehielt“.
Price war mit dem sehr Ergebnis zufrieden und schrieb, dass Lovecraft „natürlich recht hatte, wenn es darum ging, alles außer den Grundzügen zu verwerfen. Ich konnte mich nur wundern, dass er so viel aus meinem unangemessenen und verrückten Start gemacht hatte.“ Die Geschichte erschien unter den mit beiden Autoren als Verfasser in der Weird Tales Ausgabe vom Juli 1934; Der Entwurf von Price wurde als The Lord of Illusion in Crypt of Cthulhu Nr. 10 im Jahre 1982 veröffentlicht.
Price besuchte Lovecraft in Providence im Sommer 1933. Als er und ein befreundeter Mann mit einem Sechserpack Bier zu Lovecraft kamen, soll der abstinente Lovecraft bemerkt haben: „Und was machen Sie mit so viel davon?“

## Bibliografie (Auswahl)

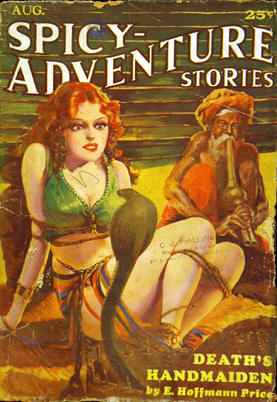
Cover des Pulp Magazins Spicy-Adventure Stories (August 1935, Vol. 2, No. 5) mit Death's Handmaiden

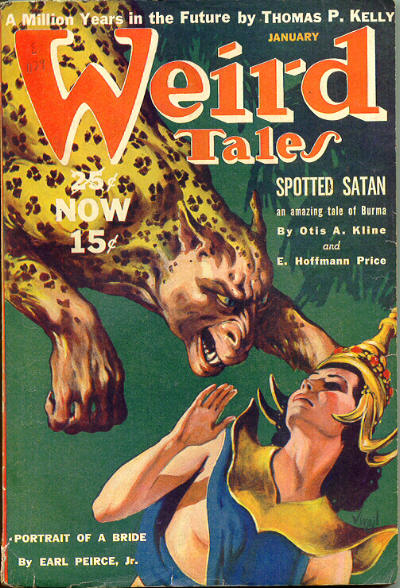
Tiger Cat, eine Zusammenarbeit von Price und Otis Adelbert Kline, war die Coverstory in Weird Tales vom Januar 1940

### Romane
- Nicht auf deutsch erschienen. (amerikanisches Englisch: Satans on Saturn. 1940. mit Otis Adelbert Kline).
- Nicht auf deutsch erschienen. (amerikanisches Englisch: Yaqui Gold. 1940.).
- Nicht auf deutsch erschienen. (amerikanisches Englisch: By Land and Sea. 1943.).
- Nicht auf deutsch erschienen. (amerikanisches Englisch: The Devil Wives of Li Fong. 1979.).
- Nicht auf deutsch erschienen. (amerikanisches Englisch: The Jade Enchantress. 1982.).

### Storysammlungen
- Strange Gateways, 1967
- Far Lands, Other Days, 1975
- Three Cliff Cragin Stories, 1987
- Satan’s Daughter and Other Tales from the Pulps, 2004
- Valley of the Tall Gods and Other Tales from the Pulps, 2006

### Kurzgeschichten
- Triangle with Variations, 1924
- The Prophet’s Grandchildren, 1925
- Saladin’s Throne-Rug, 1927
- The Word of Bentley, 1933
- Double Catspaw, 1936
- Revolt of the Damned, 1937
- Hands of the Dead, 1937
- Spanish Vampire, 1939
  - Deutsch: Vampir auf spanisch. In: Manfred Kluge (Hrsg.): 17 Dämonen Stories – Schaurige Geschichten aus dem Zwischenreich, Heyne (Heyne-Anthologien, Bd. 59), München 1978, ISBN 978-3-453-45032-5.
- 3 Graves in the Desert, 1940
- Crab Bait, 1940
- Khosru’s Garden, 1940
- Drink or Draw, 1943
- Murderer’s Moon, 1943
- The Throne of King Kawoma, 1944
- Sanctuary, 1944
- Short-Cut to Hell, 1950
- Exile from Venus, 1951
- Escape from Hyper-Space, 1951
- When in Doubt, Mutate!, 1952
- The Seven Securities, 1952
- Makeda’s Cousin, 1975
- The Mirror of Ko Hung, 1980
- The Lord of Illusion, 1982

### Sachbücher
- The Weird Tales Story, 1999
- Book of the Dead: Friends of Yesteryear, Fictioneers and Others, 2001